# ۱۴۱ (پیش از میلاد)
۱۴۱ (پیش از میلاد) ۱۴۱مین سال قبل از تقویم میلادی است.

## رویدادها
- حضور مهاجران یوئه‌چی در مرز یونان و پادشاهی باختر
- ۹ مارس – آغاز حکومت امپراتور وو بر دودمان هان
- اسارت دیمتریوس دوم پادشاه سلوکی به دست مهرداد یکم پادشاه اشکانی و جانشینی آنتیوخوس هفتم